# Cool Struttin'
 (septembre 2017).
Si vous disposez d'ouvrages ou d'articles de référence ou si vous connaissez des sites web de qualité traitant du thème abordé ici, merci de compléter l'article en donnant les références utiles à sa vérifiabilité et en les liant à la section « Notes et références ».
Albums de Sonny Clark
The Art of the Trio
(1957) Blues in the Night
(1958)
Cool Struttin' est un album du pianiste de jazz américain Sonny Clark, enregistré le 5 janvier 1958 pour le label Blue Note.

## Présentation
En janvier 1958, Clark enregistre, en tant que leader, Cool Struttin' qui obtient par la suite un grand succès commercial, avec son tempo à la fois funky et bluesy et devient une référence importante en hard bop.
Décrit comme un « classique hard bop durable » par The New York Times, l'album présente le quintet constitué de Sonny Clark au piano, le saxophoniste alto Jackie McLean, le trompettiste Art Farmer, le batteur Philly Joe Jones et le bassiste Paul Chambers, (deux membres du Miles Davis Quintet).
Ils interprètent six titres, notamment le morceau Sippin' at Bells du trompettiste Miles Davis, trois compositions originales de Sonny Clark dont Blue Minor, qui reste l'une des représentations majeures du hard bop.
Selon The Stereo Times, l'album jouit d'un statut presque culte parmi les adeptes du jazz hardcore, une réputation méritée, d'après AllMusic, « pour son charme soul ».
Initialement sorti en LP en 1958 par Blue Note, l'album est réédité sur CD à plusieurs reprises par Blue Note et EMI, à partir de 1986, avec deux morceaux bonus.

### Artwork
La pochette de l'album, conçue par Reid Miles, présente une photographie originale de Francis Wolff de Ruth, la femme d'Alfred Lion, producteur de cet album.
En 1990, Blue Note publie une compilation sur le thème de Noël appelé Yule Struttin' avec une pochette inspirée de celle de l'album original Cool Struttin' .

## Liste des titres
Toutes les chansons sont écrites et composées par Sonny Clark, sauf annotations.
|       | 'Face A'                                       |       |
| A1.   | Cool Struttin'                                 | 9:20  |
| A2.   | Blue Minor                                     | 10:17 |
|       | 'Face B'                                       |       |
| B1.   | Sippin' at Bells (Miles Davis)                 | 8:17  |
| B2.   | Deep Night (Charles E. Henderson, Rudy Vallée) | 9:31  |
| 37:25 |                                                |       |

| Titres bonus - Rééditions CD Japon (1986) et États-Unis (1987) | Titres bonus - Rééditions CD Japon (1986) et États-Unis (1987) | Titres bonus - Rééditions CD Japon (1986) et États-Unis (1987) | Titres bonus - Rééditions CD Japon (1986) et États-Unis (1987) | Titres bonus - Rééditions CD Japon (1986) et États-Unis (1987) | Titres bonus - Rééditions CD Japon (1986) et États-Unis (1987) | Titres bonus - Rééditions CD Japon (1986) et États-Unis (1987) | Titres bonus - Rééditions CD Japon (1986) et États-Unis (1987) | Titres bonus - Rééditions CD Japon (1986) et États-Unis (1987) | Titres bonus - Rééditions CD Japon (1986) et États-Unis (1987) |
| No                                                             | Titre                                                          | Durée                                                          |                                                                |                                                                |                                                                |                                                                |                                                                |                                                                |                                                                |
| -------------------------------------------------------------- | -------------------------------------------------------------- | -------------------------------------------------------------- | -------------------------------------------------------------- | -------------------------------------------------------------- | -------------------------------------------------------------- | -------------------------------------------------------------- | -------------------------------------------------------------- | -------------------------------------------------------------- | -------------------------------------------------------------- |
| 5.                                                             | Royal Flush                                                    | 9:03                                                           |                                                                |                                                                |                                                                |                                                                |                                                                |                                                                |                                                                |
| 6.                                                             | Lover (Lorenz Hart, Richard Rodgers)                           | 7:03                                                           |                                                                |                                                                |                                                                |                                                                |                                                                |                                                                |                                                                |
| 53:44                                                          |                                                                |                                                                |                                                                |                                                                |                                                                |                                                                |                                                                |                                                                |                                                                |

## Crédits
| - Sonny Clark : piano - Art Farmer : trompette - Jackie McLean : saxophone alto - Paul Chambers : basse - Philly Joe Jones : batterie | - Production : Alfred Lion - Enregistrement : Rudy Van Gelder - Livret d'album : Nat Hentoff - Design (pochette) : Reid Miles - Photographie : Francis Wolff - Production, livret (additionnel, réédition) : Michael Cuscuna - Transfert digital (réédition) : Ron McMaster |